# Fernando Álvarez de Miranda
Fernando Álvarez de Miranda y Torres (ur. 14 stycznia 1924 w Santanderze, zm. 7 maja 2016 w Madrycie) – hiszpański polityk i prawnik, w latach 1977–1979 przewodniczący Kongresu Deputowanych, od 1994 do 1999 rzecznik praw obywatelskich.

## Życiorys
Z wykształcenia prawnik, w 1948 ukończył studia w Madrycie. Pracował jako nauczyciel akademicki na Uniwersytecie Complutense w Madrycie. Praktykował również jako adwokat i radca prawny. Opublikował kilka pozycji książkowych.
W 1954 współtworzył stowarzyszenie AECE, działające na rzecz współpracy europejskiej. W 1962 wziął udział w kongresie Ruchu Europejskiego w Monachium. Związane z reżimem Francisca Franco media określiły spotkanie to jako „spisek”. W ramach represji Fernando Álvarez de Miranda został zesłany na Fuerteventurę, na której przebywał przez dziewięć miesięcy. W 1964 dołączył do rady hrabiego Juana de Borbón. Był też wiceprzewodniczącym lewicowej partii chadeckiej, którą kierował Joaquín Ruiz-Giménez. W 1969 ponownie represjonowany z przyczyn politycznych.
W 1976 w okresie przemian politycznych współtworzył Partido Popular Democrático Cristiano, której był przewodniczącym. Później przystąpił do Unii Demokratycznego Centrum. W latach 1977–1982 był posłem do Kongresu Deputowanych. W kadencji 1977–1979, w trakcie której doszło do uchwalenia nowej konstytucji, sprawował urząd przewodniczącego niższej izby parlamentu. W 1981 został jednym z wiceprzewodniczących Ruchu Europejskiego, w latach 1978–1986 przewodniczył hiszpańskiemu oddziałowi tej organizacji. Pełnił też funkcję prezesa fundacji Fundación Humanismo y Democracia (1979–1989).
W latach 1986–1989 był ambasadorem Hiszpanii w Salwadorze. W 1990 wszedł w skład Rady Stanu. W latach 1994–1999 sprawował urząd rzecznika praw obywatelskich.

## Odznaczenia
Odznaczony Krzyżem Wielkim Orderu Karola III, Krzyżem Wielkim Orderu Izabeli Katolickiej oraz Łańcuchem Orderu Zasługi Cywilnej.